# 来旺
来旺，是小说《红楼梦》中的人物，首次出场于第十五回。他和他的妻子（来旺家的）是王熙凤的陪房，心腹仆人。来旺家的替王熙凤放账收债。来旺在王熙凤谋害尤二姐时充当帮凶，去威胁张华。后王熙凤指令暗杀张华，来旺手下留情，没有下手。来旺有一个儿子，酗酒赌博而且容颜丑陋，看上了王夫人的丫鬟彩霞。来旺家的求贾琏和王熙凤说媒。王熙凤亲自找彩霞母亲说媒，令彩霞配给来旺儿子。